# Luis Vera Revollar
Luis Vera Revollar fue un abogado y político peruano. 
Fue elegido diputado suplente por la provincia de La Convención en 1913 hasta 1918 durante los gobiernos de Guillermo Billinghurst, Oscar R. Benavides y José Pardo y Barreda.